# Театр Секретарёва
Театр Секретарёва (также секретарёвский театр, «Секретарёвка») — московский театральный зал в XIX веке в здании по современному адресу Нижний Кисловский переулок, № 6, строение 1.

## История
Здание 1860 года, поначалу принадлежало семье потомственных высокопоставленных чиновников Секретарёвых. В 1860—1892 годах статский советник П. Ф. Секретарёв устроил здесь в собственном доме небольшой частный театр.
Идея создать театр была подсказана Секретарёву А. Н. Островским и мужем его сестры Н. И. Давыдовым. Давыдов работал в Дворцовой конторе, предоставляя казённые помещения для постановки пьес Островского, не прошедших цензуру. Режиссёром этих спектаклей был переехавший в Москву сибиряк Н. Л. Шаповалов. Созданный Шаповаловым кружок любителей драматического искусства начал работу с постановки пьесы «Свои люди — сочтёмся» в 1859 году. Островский сам исполнил роль Подхалюзина. Кружок поставил также «Праздничный сон — до обеда», «Бедность не порок», «Не в свои сани не садись», «Утро молодого человека», «Доходное место». После служебного повышения Давыдова и связанной с ним необходимости в новом зале, Шаповалов с помощью Секретарёва создаёт «Общество драматического искусства».
Секретарёв строит на своём земельном участке новое театральное здание. Несмотря на малые размеры («театр-табакерка» по выражению В. М. Дорошевича), зрительный зал имеет в высоту два этажа и все приметы настоящего театра: партер, ярусы, ложи, галёрку, оркестр и кулисы. Вход для артистов и сцена располагались в правой части фасада, а зрители проходили через подъезд слева. На первом этаже здания располагались гардероб и кухня, а на втором — танцевальный зал и буфет.
В «Секретарёвке» начали свой актёрский путь А. Р. Артемьев, Н. И. Музиль, Н. П. Рощин-Инсаров. Здесь играл Савва Мамонтов; его увлечение театром привело позже к созданию Русской частной оперы. Здесь начинал свою театральную жизнь К. С. Станиславский; здесь же он заимствовал свой псевдоним «Станиславский» у Алексея Федоровича Маркова, который после получения диплома врача перестал играть в театре.
Позднее помещение театра арендовало «Общество искусства и литературы» с театральной школой при нём, организованное в 1888 году оперным певцом Ф. П. Комиссаржевским, художником Ф. Л. Соллогубом, режиссёрами А. Ф. Федотовым и К. С. Алексеевым (Станиславским).
С 1917 по 1924 год зал использовался еврейским театром «Габима».
На июль 2013 года в здании размещались Фонд «Русские Витязи», издающий журнал «Старый Цейхгауз», а также сауна «Арбат», салон эротического массажа «Дао» и свинг-клуб «Гэнг-Бэнг».